# Krajnov
Krajnov je priimek več oseb:
- Jugoslav Krajnov, srbski igralec
- Mihail Dimitrijevič Krajnov, sovjetski general